# 全州和約
全州和約（ぜんしゅうわやく）は、1894年6月10日（太陽暦）に、朝鮮政府と甲午農民戦争の指導者全琫準の間で結んだとされる和約。ただし、根拠となる一次史料は発見されていない。

## 概要
甲午農民戦争に参加した呉知泳の東学史-朝鮮民衆運動の記録が初出とされる。全琫準の「判決宣告書原本」には14箇条（以下）が記述され、計27箇条あるとされている。
全琫準らが以上を誓願した史料はあるが、朝鮮政府がこの誓願を受け入れたという史料は東京朝日新聞（明治28年5月7日）に掲載された「全琫準の裁判判決文」の「～二十七ヶ条をその筋に執奏せんことを乞ひしに招討使は直に之を承諾したるより被告は五月五六日頃悉く其衆を散じ各自職業に就かしめ～」が元になっており（同日の東京日日新聞にも掲載あり）、これを受け入れて実際に政府が改革したという史料は発見されていない。つまり「和約」として成立した根拠がない。また朝鮮政府が日本に全州和約の締結をもって撤兵を依頼した史料も発見されていない。
全琫準供草（五三七～八項：外部リンク参照）には
日本語訳
と記されており、招討使である洪啓薫が和約を受け入れたフリをした様子が書かれている。また、歴史評論140号（1962年4月号）に掲載された「全州和約と弊政改革案（朴宗根）」（外部リンク参照）にも同様の論文が記されているが、『「全州和約」は政府軍の欺瞞によるもので、農民軍にとっては、大きな失敗であったことを全琫準も認めている』としている。
何故か、根拠も史料も不明であるが、文献によっては農民軍が朝鮮政府と和約を結び、全州を撤退したと記しているものもある。